# Нуклеарни спин
Нуклеарни спин је механички момент атомског језгра и настаје као комбинација спинова протона и неутрона.
Нуклеарни спин се мења од изотопа до изотопа и може бити нула само ако је у језгру паран и број протона и број неутрона.  